# Емі Шарк
Емі Луїза Біллінгс (нар. 1986), яка виступає під ім'ям Емі Шарк — австралійська поп-співачка, поетка-піснярка і продюсерка з Голд-Коста, штат Квінсленд. Стала відомою завдяки своєму синглу «Adore» (2016), який внаслідок голосування посів 2 місце в Triple J Hotest 100, 2016.

## Дитинство та юність
Емі виросла в Голд-Кості і навчалася у середній школі штату Саутпорт в підлітковому віці. Зараз вона мешкає в Бродбіч Уотерс зі своїм чоловіком Шейном. З 2014 року є активною музиканткою на YouTube.

## Кар'єра

### Початок кар'єри, «Adore»: 2016— дотепер
У 2016 році Емі Гарк здобула перемогу в номінації «Поп-пісня року» на церемонії вручення нагород Queensland Music Awards за свій трек «Golden Fleece» і вирушила в загальнонаціональний тур. У липні 2016 року вона випустила свій сингл «Adore» з продюсерською підтримкою від M-Phazes та Cam Bluff.
«Adore» отримав значну трансляцію в Triple J, що призвело до війни між основними лейблами, яку зрештою виграла Sony Music Australia, з яким Емі підписала контракт в листопаді 2016 року. Вона сказала: «Після зустрічі з командою Wonderlick та Денісом Хандліном в Sony я відчувала себе як вдома. Я так схвильована, щоб зосередити всю свою енергію на музиці».
У січні 2017 року композиція стала одним з двох лідерів, які вийшли на перше місце в Triple J Hotest 100, 2016, поряд з  «Never Be like You Flume», пізніше вона опустилася на друге місце. У березні Емі Гарк випустила пісню «Weekends», а потім її дебуютний міні-альбом «Night Thinker», який досяг 2-го місця в діаграмах ARIA. У квітні 2017 року Емі здобула перемогу у номінації «Співак року» та «Пісня року» на церемонії нагородження «Золотий берег музики». На початку листопада 2017 року співачку назвали виконавцем Apple Music UpNext від Apple, а 15 листопада 2017 року вона була представлена на The Late Late Show з Джеймсом Корденом, виконуючи свою пісню «Adore», яку вона заспівала знову 13 березня 2018 року на The Tonight Show Starring Jimmy Fallon. У березні 2018 року Емі внесла композицію «Sink In» в саундтрек до фільму «З любов'ю, Саймон». Саундтрек дебютував на 37 позиції в Billboard 200.
11 квітня 2018 року відбулася прем'єра нового синглу співачки під назвою «I Said Hi» на Triple J. Її дебютний студійний альбом «Love Monster» вийде 13 липня 2018 року.
У квітні 2018 року Емі виступала на церемонії закриття Ігор Співдружності в Голд-Кості з Арчі Роачем.

## Дискографія

### Альбоми
| Назва        | Деталі | Найвища позиція |
| Назва        | Деталі | Австралія       |
| ------------ | --- | --------------- |
| Love Monster | - Дата виходу: 13 липня 2018 - Лейбл: Wonderlick, Sony (LICK021) - Формат: CD, цифрова дистрибуція, вініл, потокове мультимедіа | TBR             |

### Мініальбоми
| Назва         | Деталі | Найвища позиція | Найвища позиція |
| Назва         | Деталі | Австралія       | Нова Зеландія.  |
| ------------- | --- | --------------- | --------------- |
| Night Thinker | - Дата виходу: 21 квітня 2017 - Лейбл: Wonderlick, Sony (LICK019) - Формат: CD, цифрова дистрибуція, вініл, потокове мультимедіа | 2               | 1               |

### Сингли
| "Spits on Girls"                                                     | 2014 | —  | —  | —  |                     | Non-album singles |
| "Golden Fleece"                                                      | 2016 | —  | —  | —  |                     | Non-album singles |
| "Adore"                                                              | 2016 | 3  | 8  | 32 | - ARIA: 3 × Платина | Night Thinker     |
| "Weekends"                                                           | 2017 | 59 | 10 | —  | - ARIA: Золото      | Night Thinker     |
| "Drive You Mad"                                                      | 2017 | —  | —  | —  |                     | Night Thinker     |
| "I Said Hi"                                                          | 2018 | 6  | 8  | —  | - ARIA: Платина     | Love Monster      |
| "Don't Turn Around"                                                  | 2018 | —  | 10 | —  |                     | Love Monster      |
| "Psycho" (спільно з Mark Hoppus)                                     | 2018 | —  | —  | —  |                     | Love Monster      |
| "—" пісня, яка не потрапила в чарт або не виходила на цій території. |      |    |    |    |                     |                   |

## Нагороди

### ARIAнагороди
ARIA Music Awards – щорічна церемонія нагородження, яка визнає перевагу, інновації та досягнення у всіх жанрах австралійської музики. Заснована в 1987 році. Емі Шарк була номінована на 6 нагород в преміях ARIA 2017 року.
| Рік  | Номінована робота | Категорія               | Результат |
| ---- | ----------------- | ----------------------- | --------- |
| 2017 | Night Thinker     | Альбом року             | Номінація |
| 2017 | Night Thinker     | Найкраща жінка-співачка | Номінація |
| 2017 | Night Thinker     | Найкращий поп-реліз     | Перемога  |
| 2017 | Night Thinker     | Прорив співака          | Перемога  |
| 2017 | "Drive You Mad"   | Найкраще відео          | Номінація |
| 2017 | "Adore"           | Пісня року              | Номінація |

### APRA нагороди
Нагороди APRA – це кілька церемоній нагородження, організованих Австралійської асоціацією виконавських прав (APRA) в Австралії, яка щорічно визнає творчість і навички написання пісень, продажі та трансляції своїх учасників. Емі Шарк була номінована на три категорії в преміях APRA 2018 року.
| Рік  | Номінована робота | Категорія                          | Результата |
| ---- | ----------------- | ---------------------------------- | ---------- |
| 2017 | "Adore"           | Пісня року                         | Номінація  |
| 2018 | "Adore"           | Поп-робота року                    | Перемога   |
| 2018 | "Adore"           | Найпоширеніша австралійська робота | Номінація  |
| 2018 | "Weekends"        | Пісня року                         | Номінація  |